# Avtocesta A2 Egnatia Odos
Avtocesta A2 Egnatia Odos ali avtocesta Egnatia (grško Εγνατία Οδός, pogosto prevedeno kot Via Egnatia, koda: A2) je grški del evropske poti E90 . Gre za avtocesto v Grčiji, ki se razteza od zahodnega pristanišča ob Jonskem morju Igoumenitsa do vzhodne grško-turške meje pri Kipoi. Skupno je dolga 670 km. Megaprojekt se je začel leta 1994 in je bil končan leta 2009 s stroški 5,93 milijarde EUR ; upravlja ga podjetje Egnatia Odos, S.A.

## Geografija
Pot prečka gorske grške regije Epir in Vzhodna Makedonija in Trakija ter prečka Pindsko gorstvo in Vermio, kar predstavlja zahtevne inženirske izzive. Vključuje 76 predorov (s skupno dolžino 99 km) in 1650 mostov in drugih premostitvenih objektov. Gre za avtocesto z omejenim dostopom z izpopolnjenimi elektronskimi nadzornimi ukrepi, nadzornimi napravami SCADA za razsvetljavo / prezračevanje predorov in naprednimi ukrepi za preprečevanje trkov v vozilih.
- Potek: od pristanišča Igoumenitsa, Thesprotia do mejnega prehoda Kipoi, na reki Evros
- Skupna dolžina: 670 kilometrov
- Služi regionalnim enotam: Thesprotia - Janina - Grevena - Kozani - Imathia – Solun - Kavala - Xanthi - Rhodope - Evros.
- Povezana je z devetimi glavnimi navpičnimi osmi, ki se povezujejo s sosednjimi državami na severu (Albanija, Severna Makedonija, Bolgarija, Turčija).
- Prehod skozi mesta: Igoumenitsa - Janina - Metsovo - Grevena - Kozani - Veroia - Solun - Kavala - Xanthi - Komotini - Alexandroupolis
- Povezana je s pristanišči: Igoumenitsa - Solun - Kavala - Alexandroupolis
- Povezana z letališči: Janina - Kastoria - Kozani - Solun - Kavala - Alexandroupolis
- Tehnične značilnosti: Dva prometna pasova v vsaki smeri, srednji ločilni pas in zasilni pas na desni.
- Območje, ki ga oskrbujejo, zajema:
  - 36 % celotnega prebivalstva države
  - 33 % skupnega bruto nacionalnega proizvoda
  - V primarnem sektorju 54 % vseh kmetijskih zemljišč in 65 % vseh namakanih površin
  - V sekundarnem sektorju 41 % celotne zaposlenosti v industriji in
  - 51 % celotne rudarske dejavnosti.

Del njene dolžine, odsek približno 360 km od Evrosa do Soluna, je vzporedna s starodavno rimsko Via Egnatia, ki je potekala od sodobnega Drača v Albaniji do Soluna in od tod do Bizanca (danes Carigrad, Turčija). Projekt je bil zato poimenovan sodobna Via Egnatia (grško Εγνατία Οδός Egnatia Odos). Vendar vzporednica ni natančna; prvotna Via Egnatia je bila veliko daljša (1120 km) in njen zahodni odsek, od Soluna do Jadranskega morja, je tekel precej severneje od sodobne ceste.
Projekt je vzbudil zaskrbljenost zaradi preživetja bližnjih najdišč, ki so ekološkega in arheološkega pomena. Gradnja odseka Pindos (tj. od Grevene do Ioannine) se je odložila zaradi zaskrbljenosti okolja zaradi uničenja habitata ogroženega rjavega medveda. Vendar je bila nova smer predlagana leta 2003, ta del pa je bil končan do aprila 2009.
Poleg glavne avtoceste se gradijo še tri pravokotne ceste, ki avtocesto povezujejo s pomembnimi mesti, pristanišči in letališči v Makedoniji.

## Zgodovina
94 km avtoceste je bilo zgrajenih kot del drugih cest, preden se je uradni projekt začel leta 1994. Med letoma 1997 in 2004 je bilo zgrajenih 393 km avtoceste. Glavni del projekta je bil zaključen do 30. maja 2009. Končni most je bil odprt 10. maja 2014.

## Galerija
- Predor med krajema Kozani in Veria.
- Egnatia Odos blizu Asprovalta.
- Predor Driskos blizu Ioannine.
- Viadukt Metsovitikos kot se vidi iz Metsova
- Blizu pristanišča Igoumenitsa
- Egnatia Odos blizu Ioannine iz zraka.
- Izviz Kozani
- Panoramski pogled na predor Malakasi
- Egnatia Odos blizu Klidi.